# Xylophanes druryi
Xylophanes druryi är en fjärilsart som beskrevs av Jean Baptiste Boisduval 1875. Xylophanes druryi ingår i släktet Xylophanes och familjen svärmare. Inga underarter finns listade i Catalogue of Life.